# ماكاروف (مسدس)
مسدس ماكاروف (بالروسية:Пистолет Макарова)، والمعروف دولياً (بالإنجليزية:Makarov pistol)، مسدس آلي من تصميم نيقولاي ماكاروف دخل قيد الاستخدام في الجيش السوفيتي بحسب نتائج العطاء الذي أعلن على ضباط الجيش السوفيتي. كانت تقضي شروط العطاء بأن تكون طلقات المسدس من عيار 9 مم وترباسه حرا. وأصبحت الطلقة عيار 9 مم من أقوى الطلقات التي كان يمكن استخدامها لهذا النموذج من الأسلحة النارية الخفيفة. رغم أن المسدس أطلق عليه ذو عيار 9 مم فإن عيار رصاصته بلغ في الواقع 9.25 مم. وقد فاز مسدس «ماكاروف» في المناقصة بسبب بساطته (أقل عدد ممكن للأجزاء المتحركة) واقتصاديته وخفة وزنه ودقة ضربه. وبقي المسدس قيد الاستعمال في الجيش حتى تفكك الاتحاد السوفيتي عام 1991. ولا يزال مسدس «ماكاروف» قيد الاستعمال في جيوش كثيرة للمعسكر الاشتراكي السابق بفضل بساطته وأمانه. ولاتزال النماذج المحدثة لمسدس «ماكاروف» تصنع حتى الآن في روسيا وبلغاريا. لكن يحل محله في الجيش الروسي تدريجيا مسدس «ياريغين» وغيره من النماذج الحديثة.

## التصميم

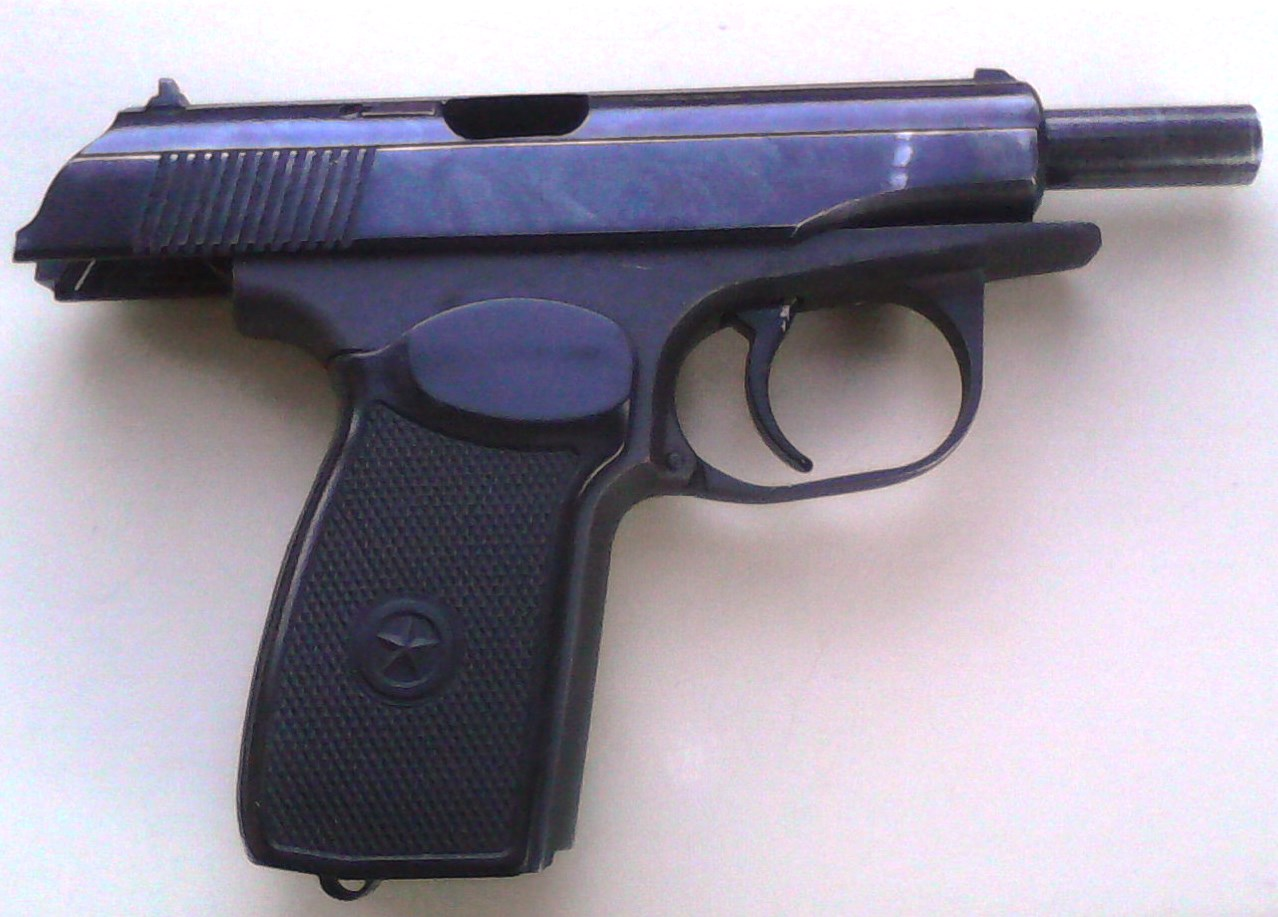
مسدس ماكاروف عيار 9 مم

يستخدم في مسدس «ماكاروف» ترباس طولي منزلق حرا، وماسورة غير متحركة تشبه ماسورة مسدس «فالتر» الألماني. ويتم إغلاق الترباس بفضل كتلة الترباس وقوة نابض الإرجاع. ويؤمن هذا التصميم البسيط دقة تزيد عما هو عليه لدى مسدس ذو ماسورة متحركة. ويحدد استعمال المسدس المصمم هكذا بوزن الترباس. وتعد الطلقة عيار 9 مم أكبر الطلقات وزنا التي يستحسن استخدامها في تصاميم كهذه.
ويستخدم في مسدس «ماكاروف» طارق لا يوجد فيه نابض من شأنه أن يجعله في الوضعية الخلفية، الأمر الذي قد يسفر من حيث المبدأ عن الضرب عند سقوط المسدس من الارتفاع العالي مثلا. لكن ماكاروف اعتبر أن الطارق ليس لديه كتلة كافية لكي يؤخذ هذا الاحتمال بالحسبان.
ومن الصفات التي تميز مسدس «ماكاروف» هي بساطته المطلقة وأناقة تصميمه والحد الأدنى من الأجزاء. وتقوم بعض أجزائه بأداء وظائف عدة. وعلى سبيل المثال فإن محدد الترباس يستخدم في الوقت ذاته كعاكس للخراطيش. أما النابض القتالي فيستخدم كسقاطة للمخزن. ويقل مسدس «ماكاروف» أجزاءً حتى بالمقارنة مع مسدس «Glock» الذي صمم قصدا اعتمادا على مبدأ قلة الأجزاء. ومن النادر أن يتعطل مسدس «ماكاروف» في حال مراعاة تعليمات استخدامه. وإذا حصل عطل ما فيمكن تفكيكه تماما بدون استخدام عدة إضافية.

## استعمالات
تستخدم الدول التالية مسدسات ماكاروف:
- أنغولا[1]
- أرمينيا[1]
- أفغانستان[1]
- ألبانيا[2]
- الصين: Adopted by the جيش التحرير الشعبي الصيني in 1959 as the Type 59. Produced locally with minor cosmetic differences (i.e. the width of the slide's sight rail and configuration of the safety lever). Chinese Makarovs are made from milled forgings and all the metal parts are salt blued.[3]
- كوبا[1] (made under license)
- East Germany: Copy pistols were produced.[4]
- إريتريا[1]
- إستونيا[1]
- إثيوبيا[1]
- جورجيا[1]
- العراق[1]
- كازاخستان[1]
- قرغيزستان[1]
- لاوس[1]
- لاتفيا[1]
- ليتوانيا[1]
- Macedonia[1]
- مالطا[1]
- مولدوفا[1]
- منغوليا[1]
- موزمبيق[1]
- نيكاراجوا[1]
- كوريا الشمالية[5]
- بولندا[1]
- الاتحاد السوفيتي[6]
- روسيا[6]
- سوريا[1]
- طاجيكستان[1]
- تركمانستان[1]
- أوكرانيا[1]
- أوزبكستان[1]